# هوغو كامبانيارو

هوغو كامبانيارو
هوغو أرماندو كامبانيارو (بالإسبانية: Hugo Armando Campagnaro)‏ الشهير باسم هوغو كامبانيارو (مواليد 27 يونيو 1980 في قرطبة - الأرجنتين) لاعب كرة قدم أرجنتيني يلعب حاليا لصالح نادي الدرجة الأولى انترميلان الإيطالي منذ [2013] في مركز الظهير الأيمن كما يجيد اللعب في مركز قلب الدفاع كما يلعب لصالح المنتخب الأرجنتني وتم استدعائه ليكون ضمن الفريق المشارك في نهائيات كأس العالم 2014 بالبرازيل .

## روابط خارجية
- هوغو كامبانيارو على موقع الاتحاد الدولي (مؤرشف)  (الإنجليزية)
- هوغو كامبانيارو على موقع الاتحاد الأوربي (الإنجليزية)
- هوغو كامبانيارو على موقع قاعدة بيانات كرة القدم.إي يو (الإنجليزية)
- هوغو كامبانيارو على موقع ليكيب (الفرنسية)
- هوغو كامبانيارو على موقع ناشيونال فوتبول تيمز (الإنجليزية)
- هوغو كامبانيارو على موقع Soccerbase.com (لاعب) (الإنجليزية)
- هوغو كامبانيارو على موقع Soccerway.com (الإنجليزية)
- هوغو كامبانيارو على موقع عالم كرة القدم.نت (الإنجليزية)
- هوغو كامبانيارو على موقع AS.com (الإسبانية)